# Leptophilypnus fluviatilis
Leptophilypnus fluviatilis är en fiskart som beskrevs av Meek och Hildebrand, 1916. Leptophilypnus fluviatilis ingår i släktet Leptophilypnus och familjen Eleotridae. Inga underarter finns listade i Catalogue of Life.